# 2609 Kiril-Metodi
2609 Kiril-Metodi este un asteroid din centura principală, descoperit pe 9 august 1978, de Liudmila Cernîh și Nikolai Cernîh.